# Canyon SRAM zondacrypto/Saison 2025
Diese Liste beschreibt die Mannschaft und die Siege des Radsportteams Canyon SRAM Racing in der Saison 2025.

## Mannschaft
| Teamkader 2025           | Teamkader 2025     | Teamkader 2025         | Teamkader 2025                              |
| Name                     | Geburtsdatum       | Land                   | Vorheriges Team                             |
| ------------------------ | ------------------ | ---------------------- | ------------------------------------------- |
| Wilma Aintila            | 12. April 2004     | Finnland               | Lotto Dstny Ladies (2024)                   |
| Zoe Bäckstedt            | 24. September 2004 | Vereinigtes Königreich | EF Education-TIBCO-SVB (2023)               |
| Ricarda Bauernfeind      | 1. April 2000      | Deutschland            | Canyon//SRAM Generation (2022)              |
| Neve Bradbury            | 11. April 2002     | Australien             |                                             |
| Chiara Consonni          | 24. Juni 1999      | Italien                | UAE Team ADQ (2024)                         |
| Tiffany Cromwell         | 6. Juli 1988       | Australien             | Orica-AIS (2013)                            |
| Justyna Czapla           | 24. Januar 2004    | Deutschland            | Canyon//SRAM Generation (2023)              |
| Chloé Dygert             | 1. Januar 1997     | Vereinigte Staaten     | Sho-Air Twenty20 (2020)                     |
| Rosa Klöser              | 24. Juni 1996      | Deutschland            | MAAP x Rose Racing (2024)                   |
| Anastasiya Kolesava      | 2. Juni 2000       | Belarus                | Canyon//SRAM Generation (2024)              |
| Cecilie Uttrup Ludwig    | 23. August 1995    | Dänemark               | FDJ-Suez (2024)                             |
| Maria Martins            | 9. Juli 1999       | Portugal               | Fenix-Deceuninck (2023)                     |
| Antonia Niedermaier      | 20. Februar 2003   | Deutschland            | Canyon//SRAM Generation (2022)              |
| Katarzyna Niewiadoma     | 29. September 1994 | Polen                  | WM3 (2017)                                  |
| Soraya Paladin           | 4. Mai 1993        | Italien                | Liv Racing (2021)                           |
| Agnieszka Skalniak-Sójka | 22. April 1997     | Polen                  | Atom Deweloper-Posciellux.pl-Wrocław (2022) |
| Alice Towers             | 12. Oktober 2002   | Vereinigtes Königreich | Le Col-Wahoo (2022)                         |
| Maike van der Duin       | 12. September 2001 | Niederlande            | Le Col-Wahoo (2022)                         |
|                          |                    |                        |                                             |
| Quelle: ProCyclingStats  |                    |                        |                                             |

## Siege
| Siege | Siege  | Siege | Siege  | Siege  | Siege |
| Datum | Rennen | Staat | Klasse | Sieger |       |
| ----- | ------ | ----- | ------ | ------ | ----- |

## UCI-Weltranglisten-Platzierungen
| UCI-Ranking | UCI-Ranking | UCI-Ranking | UCI-Ranking |
| Fahrer      | Fahrer      | Land        | Punkte      |
| ----------- | ----------- | ----------- | ----------- |